# Гориці (Липецька область)
Гориці (рос. Горицы) — село у Добровському районі Липецької області Російської Федерації.
Населення становить 295  осіб. Належить до муніципального утворення Кореневщинська сільрада.

## Історія
З 13 червня 1934 до 26 вересня 1937 року у складі Воронезької області, у 1937-1954 роках — Рязанської області. Відтак входить до складу Липецької області.
Згідно із законом від 2 липня 2004 року №114-оз органом місцевого самоврядування є Кореневщинська сільрада.

## Населення
| 2006 | 2010 |
| ---- | ---- |
| 267  | ↗295 |